# Somen Tchoyi
Somen Tchoyi (Douala, 29 marzo 1983) è un ex calciatore camerunese, di ruolo centrocampista.

## Palmarès

### Club

#### Competizioni Nazionali
- Campionato norvegese: 1

Stabæk: 2008
- Campionato austriaco: 2

Red Bull Salisburgo: 2008-2009, 2009-2010